# جمعه نمنگانی
جمعه خان نمنگانی (به انگلیسی: Jummah Khan Namangani) با نام اصلی جمعه بای حاجی اف ازبکی: Жумъабой Ахмаджонович Ҳожиев رهبر نظامی جنبش اسلامی ازبکستان اهل فرغانه که گفته می‌شود در خلال عملیات هوائی نیروهای آمریکایی علیه طالبان در افغانستان در کندوز کشته شده است.
وی از سوی دولت ازبکستان نیز به مرگ محکوم شده بود.